# Cerro Las Conchas
Cerro Las Conchas är ett berg i Mexiko.   Det ligger i kommunen Arivechi och delstaten Sonora, i den nordvästra delen av landet, 1 500 km nordväst om huvudstaden Mexico City. Toppen på Cerro Las Conchas är 1 306 meter över havet, eller 54 meter över den omgivande terrängen. Bredden vid basen är 0,79 kilometer.
Terrängen runt Cerro Las Conchas är huvudsakligen kuperad, men västerut är den platt. Runt Cerro Las Conchas är det mycket glesbefolkat, med 2 invånare per kvadratkilometer. Närmaste större samhälle är Sahuaripa, 19,2 km nordväst om Cerro Las Conchas. Omgivningarna runt Cerro Las Conchas är i huvudsak ett öppet busklandskap.